# 4 extraños en D.C.

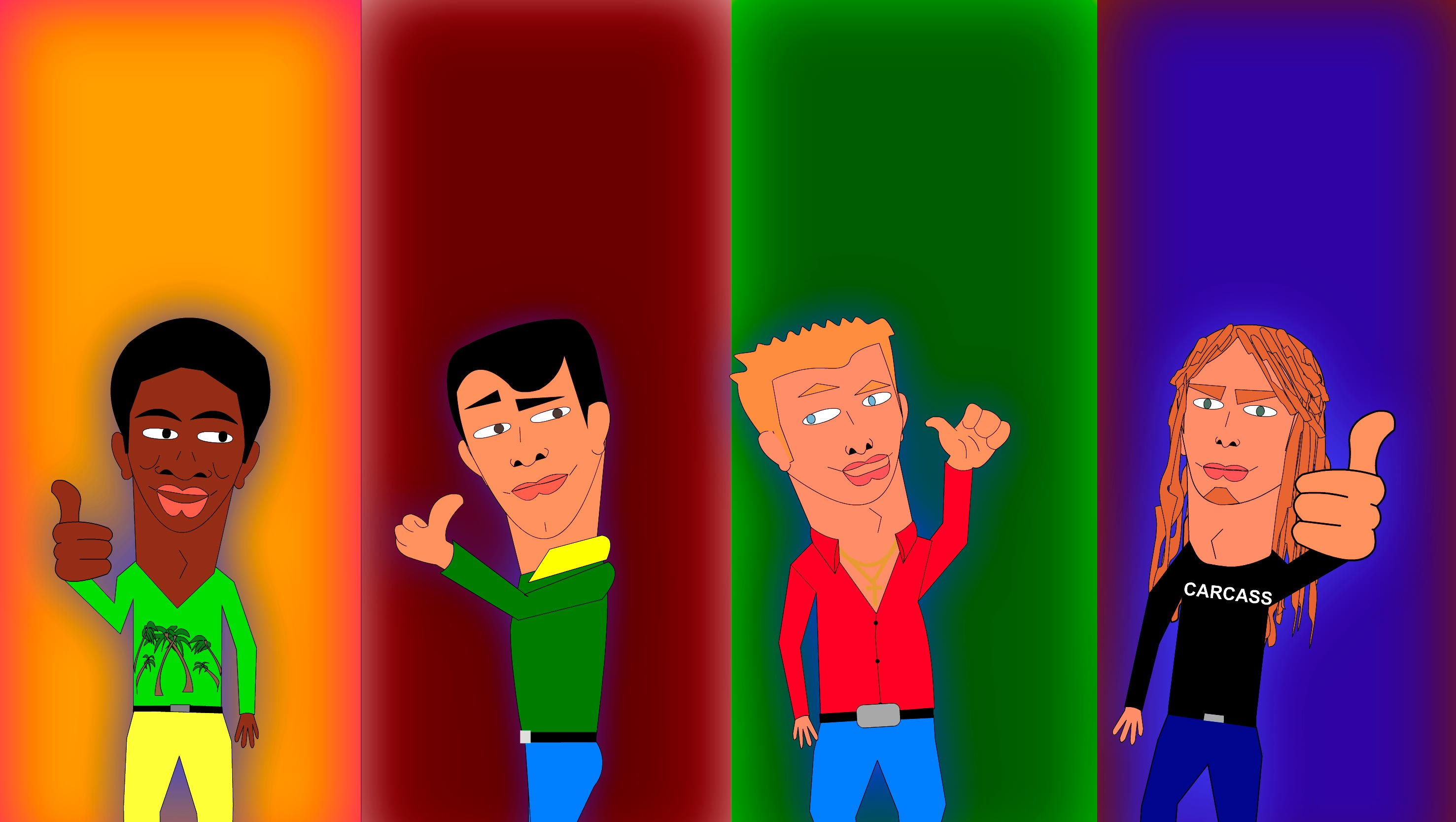
4 Extraños en D.C - Serie Web Animada creada por Jaime 'El Viejo Jaymz' Moreno.

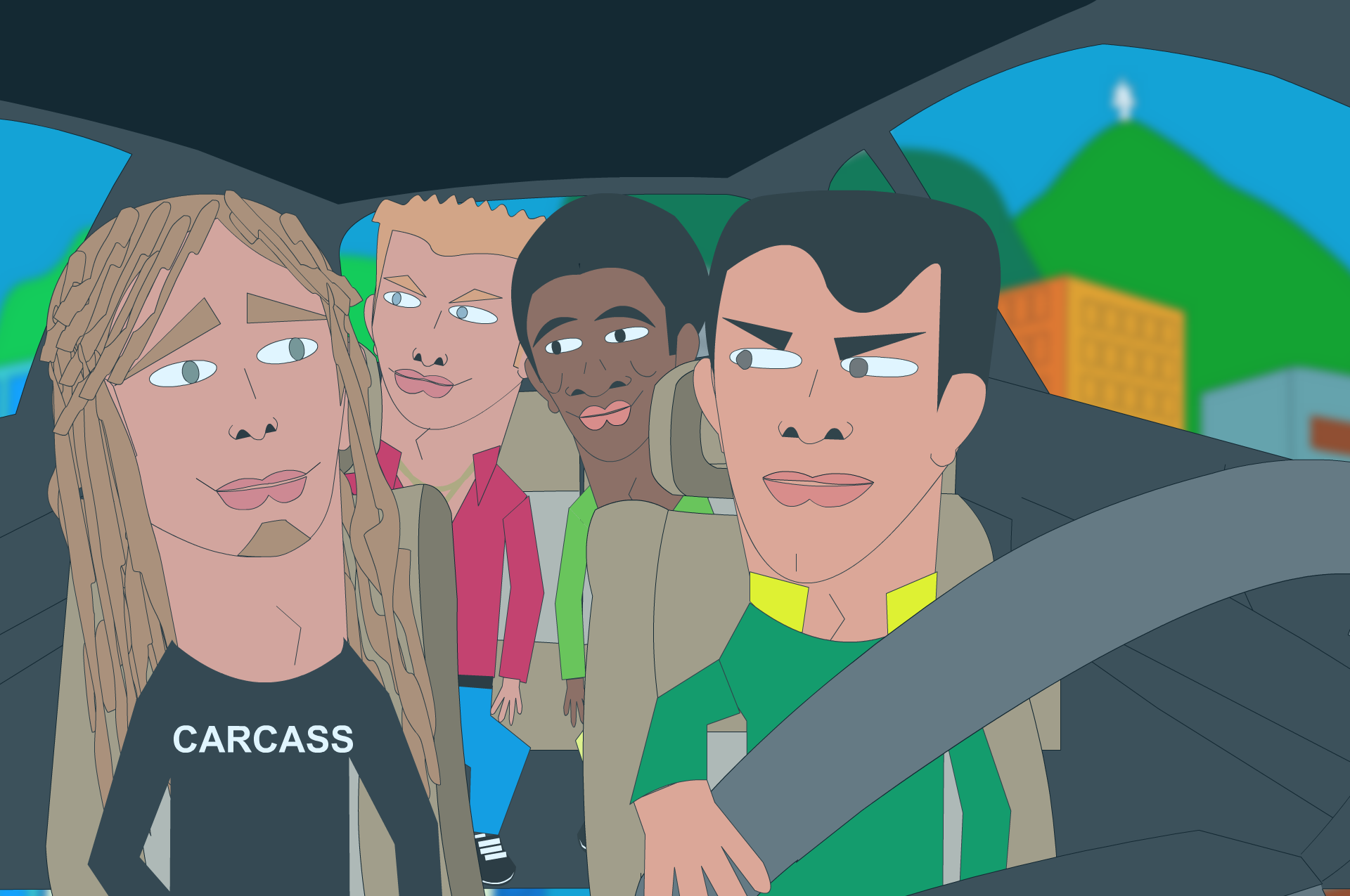
4 Extraños en D.C - Serie Web Animada creada por Jaime 'El Viejo Jaymz' Moreno.

4 Extraños en D.C. es una serie web animada colombiana creada en el año 2000 por Jaime Moreno, conocido como El Viejo Jaymz. Actualmente, sus episodios están disponibles en varias plataformas de redes sociales como YouTube, Facebook, Instagram, X (anteriormente Twitter), TikTok, y en su sitio web oficial, www.4extranosendc.com.
En sus primeros años, la animación se realizaba completamente en Adobe Flash. Actualmente, el proceso se ha profesionalizado con herramientas como Adobe Animate para la animación, Adobe Audition para la captura y edición de audio, y Adobe After Effects y Adobe Premiere Pro para la postproducción.
Fue transmitida inicialmente en el programa de televisión La Escena de Canal 13 Colombia entre 2006 y 2009, donde 4 Extraños en D.C. ganó gran popularidad. Su estilo gráfico está inspirado en los primeros episodios de South Park y Beavis and Butt-Head, y combina humor irreverente con parodias de la cotidianidad bogotana y colombiana.
Es la serie de animación activa más antigua de Colombia, y es una referencia importante para otras producciones animadas de su país de origen. Su creador, Jaime Moreno, reside actualmente en Nueva York, desde donde continúa trabajando en nuevos contenidos.
A lo largo de los años, 4 Extraños en D.C. ha contado con la participación de bandas de rock, actores profesionales e influencers reconocidos tanto en Colombia como en el extranjero. Las bandas sonoras han sido creadas por grupos como Chite, Cuentos de los Hermanos Grind, ACME, y Mauricio Leguízamo, guitarrista de The Black Cat Bone.

## Personajes

### Personajes Principales
- Arnoldo Viáfara Burbano: (21 años; n. 22 de octubre; Buenaventura (Valle del Cauca)) es un afrodescendiente y representante de la cultura pacífica colombiana. Nació el 22 de octubre en Buenaventura, Valle del Cauca. Es el mayor de tres hermanos; sus padres, Teodolinda y Filadelfo, trabajaron arduamente en la pesca y enviaron a Arnoldo a estudiar en Bogotá con la esperanza de que pudiera mejorar las condiciones económicas de su familia. Estudió cultura física y deportes en la Fundación Universidad Politécpahu de Colombia. Arnoldo es un apasionado hincha del América de Cali y disfruta de bailar salsa, a la que se refiere como "echar paso". Es fan de Noel Petro (El Burro Mucho) y admira a diversos personajes de la farándula colombiana. Aunque su actitud es mayormente sumisa, también ha demostrado rebeldía en ocasiones, destacándose al ganar un concurso de champeta.

- Miguel Herberto Forero Suarez: (19 años; n. 7 de septiembre; Duitama (Boyacá)) es hijo de Pacho, un potentado campesino dedicado al cultivo de la papa, y de Emma, una ama de casa bogotana luchadora y dedicada al cuidado de su familia. Miguel es el mayor de dos hermanos; su hermano menor, Stevenson, está cursando su primer año de bachillerato en el colegio del barrio. La familia es conservadora, lo que se refleja en su fuerte devoción a la Virgen y su intolerancia hacia los metaleros, a quienes considera mariguaneros y satánicos. Miguel estudia medicina en la Universidad Capital, impulsado por el deseo de cumplir el sueño de su padre de tener un "doctor" en la familia. Sin embargo, no asiste a clases con regularidad, ya que trabaja con el camión, lo que le permite ganar dinero para comprar sus accesorios, tomar cerveza y salir los fines de semana. Le gusta jugar tejo, pelear con machete y escuchar música popular, especialmente ranchera, carrilera y despecho. Además, es hincha de Millonarios como tradición familiar, creyendo firmemente que el cielo es azul y blanco.
- Julián Felipe Vargas Santos: (20 años; n. 29 de enero; Bogotá) es el único hijo de Don Pedro y Doña Lucila, perteneciente a una próspera y adinerada familia bogotana, lo que lo convierte en el clásico "gomelo", un joven de clase alta considerado arribista y arrogante. Debido al extremo consentimiento de sus padres, estudia en una de las mejores universidades de Bogotá y disfruta de muchas comodidades que otros jóvenes de su edad no tienen. Julián es aficionado a la música de moda y frecuenta bares y lugares exclusivos de la ciudad. Aunque tiene amigos de su mismo estatus social, estos lo consideran intenso e insoportable; solo los "cuatro extraños" lo toleran y aceptan como es. No le gusta el fútbol, ya que lo considera un deporte del pueblo, y cuando le preguntan por su equipo favorito, su respuesta siempre es "Messi". A raíz de problemas relacionados con su amistad con ellos, sus padres han comenzado a retirarle algunas comodidades, lo que lo ha llevado a trabajar como actor porno para mantener su estilo de vida.
- Byron Gómez Gómez: (20 años; n. 6 de agosto; Medellín) es un paisa nacido en Medellín, hijo de Doña Martha y Don Luis (QEPD). Después de la muerte de su padre y su "vuelta a la vida", se mudó a Bogotá junto a su madre, su hermana y su abuela en busca de suerte y olvido. Doña Martha se dedica al comercio en San Andresito, donde tiene un almacén de electrodomésticos que constituye la principal fuente de ingresos para su hogar, donde viven cómodamente, con pocos lujos. Desde muy pequeño, Byron ha sido un apasionado de la música, especialmente del rock, lo que lo llevó a estudiar música en la Pontificia Universidad Andresiana. Es hincha del Atlético Nacional y, aunque siempre lo vemos con una camiseta de Carcass de manga larga, también viste camisetas de otras bandas de rock. Aunque critica los gustos musicales de sus amigos, los tolera y respeta, mostrando interés por la diversidad de preferencias. Para Byron, su barrio y sus amigos son elementos muy importantes en su vida.

### Personajes Secundarios

#### Familia Viáfara
- Filadelfo Viáfara: Padre de Arnoldo, es un humilde pescador artesanal, aunque vive en Buenaventura, es oriundo de Barranquilla. Tiene una relación clandestina con la Burra de la casa quien es la mascota de la familia.
- Teodolinda Burbano: Madre de Arnoldo, es ama de casa y la que lleva las riendas en la familia, siempre vela por el bienestar de sus hijos y quiere mucho a Arnoldo quien anhela que sea todo un profesional para que los saque de la pobreza.
- Turumanaquio Viáfara: Hermano menor de Arnoldo, le gusta mucho el fútbol.
- Serafín Viáfara: Hermano menor de Arnoldo, es el más pequeño de los 3 hermanos Viáfara, siempre anda sin pantaloncillos mostrando la pobreza e inocencia de su familia, tiene la costumbre que sacarse los mocos y luego comérselos.
- La burra -Glorila-: Mascota de la familia y amante de Don Filadelfo, siempre anda con la familia aunque por amenazas de doña Teodolinda es vendida.

#### Familia Forero
- Francisco Forero: Padre de Miguel, es un potentado campesino de la papa en Duitama.
- Emma: Madre de Miguel, es una ama de casa nacida en Bogotá que cuida de sus dos hijos y considera la familia como lo más importante.
- Stevenson William Forero: Hermano menor de Miguel, estudia primero de bachillerato en el colegio del barrio, le encanta sapear todas las embarradas que comete Miguel con sus amigos.

#### Familia Vargas
- Pedro Vargas: Padre de Julián, es un próspero comerciante de la ciudad y dueño de una vasta cadena de restaurantes.
- Lucila: Madre de Julián, es una señora se dedica generalmente a leer revista de vanidades, salir con sus amigas a tomar onces, hablar de telenovelas, hablar mal de sus maridos y arreglar los problemas del país.

#### Familia Gómez
- Medardo Gómez: Padre de Byron, inicialmente había muerto al caer de la terraza mientras espiaba a la vecina pero en el capítulo "no estaba muerto, andaba de parranda" aclaran lo que ocurrió para que Don Medardo volviera con su familia. Actualmente vive con su familia aunque se considera un hombre fracasado y perderor. Refiriéndose despectivamente contra su mujer, llamándola "Vieja gorda"
- Martha Gómez: Madre de Byron, se dedica al comercio en San Andresito donde tiene un Almacén de electrodomésticos siendo la única fuente estable de ingresos para la familia.
- La Hermana: Hermana de Byron, solamente se hace referencia en el capítulo "Volviendo a las raices" en el cual trabaja en secreto en un bar en las noches, es representada por una imagen de clipart Art Gallery de Microsoft Office 97.
- La abuela: Abuela de Byron, solamente se hace referencia en el capítulo "Mi tío Kerry King" quien supuestamente pasea en tanga con Winnie Pooh.
- Hitler: perro de raza pitbull y mascota de Byron, es muy fiel a Byron e incluso ha tenido conversación en la serie.

#### Otros personajes
- Doña Blanca: Vecina del barrio y dueña de la casa donde vive Arnoldo.
- Don Clímaco: Carnicero del barrio
- Valentina: Hija de don Clímaco
- Maryuris: Novia de Miguel.
- Resortico y frijolito: Payasos callejeros con los que Byron se enfrenta en un bus urbano.
- Sra. Raquel: participante del reality "Protagonistas de nuestra PEYE", después de finalizado se convierte en la nueva "Madame Rochy".
- Sra. Estelita: Científica,

## Capítulos
| Temporada   | Nombre Capítulo                                       | Año  | Argumento | Curiosidades |  |
| ----------- | ----------------------------------------------------- | ---- | --- | --- |  |
| Temporada 1 | Arnoldo Abandona Su Tierra                            |      | Los Padres de Arnoldo reciben una carta donde son ganadores de la Beca para que Arnoldo estudie en una Universidad de Bogotá. Así que lo envían en un bus con 50.000 pesos para su manutención. | |  |
| Temporada 1 | Chite Atlante                                         |      | Arnoldo llega a Bogotá y es víctima de robo donde pierde los 50.000 pesos, con la ayuda de un policía llega al barrio y se encuentra con Doña Blanca que decide darle albergue a cambio de labores domésticas y alguna que otra cosa más. | |  |
| Temporada 1 | La Bienvenida                                         |      | Byron, Julián y Miguel sienten incomodidad por la presencia de Arnoldo en el barrio y cada uno elabora un plan para que se vaya. Sin embargo ninguno sale exitoso y al final deciden integrarlo al grupo conformando los 4 extraños. | Esta es la primera vez que se unieron los 4 extraños |  |
| Temporada 1 | Rock al Parque                                        |      | Byron Invita a Julián, Miguel y Arnoldo a Rock al Parque, pero cuestionan y critican a los asistentes al evento, Miguel se enfrenta a golpes con unos, mientras Miguel y Arnoldo intentan "enseñar" como se debe "bailar" terminando golpeados. Al final Byron junto al Viejo James dejan como lección que hay que respetar los gustos musicales y las preferencias sexuales de las personas, aunque de forma bastante divertida e irónica. | es la primera vez que Byron usa sus características Rastas |  |
| Temporada 1 | La triste historia de 4 mariconchas                   |      | Los padres de Arnoldo llegan a Bogotá y se saludan con los nuevos amigos de Arnoldo, Serafín se pierde y todos salen a buscarlo excepto Don Filadelfo quien es pillado teniendo sexo con la burra mascota. Serafín es encontrado por la hija de Don Clímaco que había llegado de estudiar de Japón y los 4 extraños quedan enamorados de ella. Motivo por el cual se enfrentan y disuelven el grupo y la amistad. | |  |
|             | Mamita estás muy rica, pero eres una puta             |      | Los 4 extraños buscan por sus propios modos enamorar a la hija de Don Clímaco. Miguel la lleva a Monserrate sin éxito, Arnoldo la lleva a su casa en Buenaventura donde también fracasa, Byron intentara pasar un rato con ella en la playa pero los otros extraños se confabulan para hacerlo quedar mal y Julián es pillado por Don Clímaco cuando intentaba besarla. Al final los 4 extraños se vuelven a unir y deciden que la amistad es importante y nunca debe acabarse por el amor de una mujer. | La apariencia de la hija de Don Climaco es una referencia a la animación japonesa |  |
|             | Touring the bar                                       |      | En una tarde de viernes donde Byron se enfrenta con unos payasos en el bus y Miguel se enfrenta con el chofer de la buseta por chocar su camión. Deciden salir a tomarse unas cervezas e invitar a Julián y Arnoldo. esa noche se emborrachan, se drogan y al final Miguel se da cuenta de que su hermano se convirtió en un travesti. | |  |
|             | No estaba muerto, andaba de parranda                  |      | Muestra la historia de la muerte de Don Medardo y como llega al cielo donde es expulsado por Jesús (representado como Julián) y enviado al infierno, para hacer un pacto con el diablo donde prometía regresar a la tierra y serle fiel a su esposa a cambio de no volver al infierno a cumplir el castigo eterno: escuchar todas las canciones de Shakira vestido de Teletubbie mientras un barnie lo violaba. Al final don Medardo vuelve a la tierra por un favor de Satanás. | Este capítulo fue realizado ya que en el capìtulo "Touring de bar" aparece al final el papá de Byron, cuando en la biografía inicial de los personajes escrita por Jaime Moreno decía que el papá había muerto. El autor ha comentado que no se percató de dicho error y por eso hacía el siguiente capítulo aclarando el error en la serie. |  |
|             | Te odio, pero no importa y si importa tampoco importa |      | Tras una inusual epifanía, los 4 extraños deciden pregonar la enseñanza que les ha dejado un inusual profeta, sobre la vida, con infructuosos resultados. | |  |
|             | 4 extraños en La Nueva Estrella de las Canciones      |      | El Programa "Mucha Música" de CityTv entrevista a los 4 extraños y cuantas muchas cosas de su vida personal. | |  |
|             | A Arnoldo la fama lo volvió marica                    |      | Arnoldo gana un reality de champeta volviéndose un personaje famoso de la farsándula nacional. Cuando regresa al barrio desprecia a sus amigos, pero termina siendo un doble, ya que Arnoldo no tiene talento, al final los 3 extraños demostraron que era un fraude. | |  |
|             | Lola Drones                                           |      | Tras ser víctimas de la inseguridad de la ciudad, los 4 extraños tratan de afrontar la situación de la mejor forma que se pueden permitir. | |  |
|             | Uy que susto tan hijuepucha                           |      | Los 4 extraños van a una fogata y cuentan historias terroríficas, como Byron en una fiesta de disfraces, Arnoldo en una funeraria. Al final estuvieron a punto de ser comidos por un monstruo, pero Arnoldo lo hecha a perder | Este capítulo duro muchos años en terminarlo completamente. Desde aproximadamente se inició la serie |  |
|             | Estamos en Shock                                      |      | | |  |
|             | Olé Melo                                              |      | Arnoldo y Miguel van a ayudar para una corrida de toros, algo que por otra parte, están en contra Byron y Julián y tras un momento de enfrentamiento entre a favor y en contra, Miguel junto a don Climaco van a maltratarlo al toro para que el Domingo este "bravo", y Arnoldo junto a Miguel ayudan a un torero Español a colocarse su equipamiento, pero torpemente lo lesionan y Arnoldo le toca asumir su lugar, Byron y Julián adiestran al toro para que esté preparado y al final como se esperaba Arnoldo no logra hacer nada y sale por arriba de los cuernos. | |  |
|             | Mojando cámara                                        |      | Promoción para el Canal 13 (Colombia) | |  |
|             | 11 añitos                                             |      | Celebración de los 11 años de shock, con peculiares historias como la del lunar que se separó de Enrique Iglesias. | |  |
|             | Mi tío Kerry King                                     |      | Byron, emocionado por el próximo concierto de Slayer en la ciudad, se propone que sus amigos no lo vayan a arruinar, a pesar del inevitable destino, y de un lazo familiar con el que no contaba. | |  |
|             | Y ahora ¿Quién Podrá ayudarnos?                       |      | El grupo Pornomotora, por medio de Byron, le piden ayuda a Miguel para preparar el concierto de la banda Placebo, pero tendrán que enfrentar los prejuicios de un orgulloso boyacense. | |  |
|             | Volviendo a las Raíces                                |      | Tras un concierto del grupo Raíz, los 4 extraños se llevan una sorpresa sobre las preferencias de los integrantes del grupo. | |  |
|             | Érase una vez Byron de Jesús                          |      | Byron amanece con una mujer (bastante fea) en su cama después de una borrachera y haber tenido sexo con ella, después que le echa de su casa por la ventana, la mujer corre y se encuentra con los otros 3 extraños y saludando a Julián, el cual también borracho había tenido sexo con ella. Luego Arnoldo explica el término de hermanitos de leche y la posibilidad de que los 4 extraños hubieran sido conocidos en una época anterior, contando una historia jocosa con los 4 extraños en la Jerusalén de la época de cristo. | |  |
|             | Diomaiden                                             |      | La famosa banda Iron Maiden visitará la ciudad de Bogotá, así que los 4 extraños deciden dibujar la mascota de la banda, caracterizado de las regiones e ideas de Arnoldo, Byron y Julián sobre un Eddie Colombiano (mascota de iron Maiden), y hacen bromas sobre el nombre de la mascota | |  |
|             | Parche Ramonero                                       |      | Para huir sobre los rumores de avistamientos de Joey Ramone en la ciudad, los 4 extraños deciden salir por unas cervezas, sin embargo, una maldición "ramonera" les impedirá dicho escape. | |  |
|             | Archienemiguin                                        |      | Capítulo promocional para el concierto de Arch Enemy en Colombia el 30 de abril del 1995 | |  |
|             | MI primer tutuaje                                     | 2009 | Miguel, por medio de la hija de una amiga de su madre, decide hacerse un tatuaje, sin pensar en las consecuencias que le traerían a él, ni mucho menos al resto de sus amigos. | |  |
|             | Metaguila                                             |      | | |  |
|             | Que Kornetica                                         |      | Promoción de concierto de Korn en Colombia. | |  |
|             | Corderitos                                            |      | | |  |
|             | Pérdonelo que está borracho                           |      | Los 4 extraños son invitados a un asado por Erwin, donde hay ley seca, como no tiene para el bus hacen un partido donde hacen una apuesta y pierden, se van a pie y Miguel alcoholizado arma caos en la calle y tras un malentendido con una menor de edad, terminan en la cárcel donde tienen ahí series de peculiaridades y Miguel bastante embriagado aún. 15 días después salen libres de la cárcel. | |  |
|             | El hijo de Byron                                      |      | Byron se lleva la sorpresa de un hijo de 3 años, el cual tuvo con una reconocida presentadora de televisión, ella lo mandó para que el lo cuidara, ellos hacen de todo e inclusive contrataron niñeras las cuales el hijo de Byron acosó, al final Byron se da cuenta de que el hijo no era de él sino de un baterista de una banda. | |  |
|             | Tsunami Anthrax, Y                                    |      | | |  |
|             | Protagonistas de nuestra PEYE                         |      | Los 4 extraños junto a otros personajes peculiares, participan en una casa reality donde tienen diversas peleas y particularidades,entre todos hacen en una dinámica llamada "cara a cara". Miguel gana el reality y el premio es una lechona tolimense. | En este episodio se hacen muchas referencias a la Televisión Colombiana así como al conocido caso Colmenares En este episodio se parodia al polémico y reconocido reality protagonistas de nuestra tele del canal RCN. |  |
|             | Super Extraños Salvando a Farzombia                   |      | | |  |
|             | Tinta Ácida                                           |      | | |  |
|             | Adiós a Miguel                                        |      | Miguel hace el anuncio a sus amigos de que se va de la casa, los extraños se sorprenden y en ese momento aparece "Stive" el cual tras la salida de Miguel quiere estar en el grupo, fue cuando los 3 amigos se ofenden y empiezan a contar historias donde Miguel los salvo de apuros, como cuando se hizo pasar por una hermana ciega de Arnoldo en un programa de adiestramiento canino, o cuando le donó un riñón a unas personas para pagar una indemnización por una jeringa con semen de "una tacita de té" que le dio Julián a ellos y les "daño" el perro, o cuando estuvo junto a Byron en un reality parodia al reality de MTV, Acapulco Shore. al final llega el momento emotivo, Arnoldo le regala 50.000 pesos que nunca gasto cuando llegó a Bogotá. Y Byron le regaló una de sus rastas. Al momento de irse los 3 extraños se llevan las sorpresa de que Miguel solamente iba a cambiarse de casa dentro del barrio, algo que enoja a los 3 amigos. | |  |
|             | No eres tú, soy yo                                    |      | Curiosa aventura donde un extraño accidente cambia sus cuerpos al tratar de revestir sus poderes como superhéroes, y los 4 extraños se enfrentan a todo tipo de ocurrencias en cuerpo ajeno. | |  |
|             | Porno creer                                           |      | Arnoldo, Byron y Miguel sospechan de algunos comportamientos extraños de Julián, así que deciden espiarlo cuando se llevan la sorpresa de que Julián es actor de cine para adultos. Los 3 al intentar espiarlo interrumpen violentamente en la grabación, rompiendo la ventana. El director decide incluirlos en las escenas, Arnoldo es caracterízado como "El paladín de la lujuria" pero no logra completar la escena, Miguel tampoco logró terminar la escena debido a un infarto por el consumo de viagra, y Byron fue rechazado por no estar dotado, todas las escenas las completo Julián. | |  |
|             | Educando a Vulgarcito                                 |      | El "hijo" de Byron llega a su casa para informarle de una mala experiencia que tiene en su escuela, pues un niño le está haciendo Bullying, como es sabido en vez de preocuparce, Byron junto a Miguel cómo irresponsables, poco compasivos y empáticos que son, le dicen de forma agresiva que se supiera defender. Inclusive también atacan a Julián por defender el niño. Aun así deciden ir al colegio para saber del tema, decidieron hablar con su profesor de música el cual rápidamente supo de quién era, era nada más ni nada menos que el colérico y grosero de Vulgarcito. El cual no dudó en no solo a atacar a Alejó si no que también a los 4 extraños, los 4 amigos quieren ablandarlo así que deciden disfrazar a Alejó de elmo pero termina con puñaladas en el trasero, después irían a un show de comedia donde entre bastante asombro de los amigos, Vulgarcito se roba el show. Después de sus intentos deciden contratar a dos niñeras para ayudarlo, Y termina teniendo sexo con ellas, al final Vulgarcito agradece a todos por su "Cambio". | Es un épico crossover entre dos series animadas web leyendas en Colombia. |  |
|             | 4 Extraños en D.C - Claudita, esto se acabó           |      | En un encuentro casual en un restaurante, Claudia López decide terminar su noviazgo con Miguel y de paso confesarle un secreto. | |  |
|             | Nos fuimos y volvimos                                 |      | Byron, Miguel, Julián y Arnoldo se reencuentran en el barrio y cuentan todo lo que ha pasado en sus vidas. | |  |
|             | Atarban nocturno                                      |      | A regañadientes, Byron termina en una fiesta de gomelos dónde no la pasa para nada bien. | |  |
|             |                                                       |      | | |  |

## Apariciones

#### Bandas y artistas de Rock o similares
- Agony
- Doctor Krapula
- La Pestilencia
- Odio a Botero
- Pornomotora
- Stained Glory
- Slayer: como parte del primer concierto de la banda en Bogotá. En la Serie, el guitarrista Kerry King es supuestamente el Tío de Arnoldo.
- Placebo
- Biohazard
- Jonathan Davis (Korn): Aparece supuestamente como Jonathan David, primo de Miguel que se fue a Estados Unidos a hacer fortuna.
- Metallica
- Arch Enemy
- Joey Ramone (Ramones)
- Diva Gash

#### personajes famosos
- Jorge Barón: Presentador colombiano.
- Noel Petro (El Burro Mocho): artista colombiano.
- Gustavo Petro: Presidente de Colombia (2022-2026)
- Juan Daniel Oviedo: Político Colombiano.
- Esperanza Gómez: Reconocida actriz de cine para adultos Colombiana.
- Las Hermanitas Calle: dúo colombiano de música popular.
- Galy Galiano: cantante colombiano.
- Yolanda Rayo: cantante colombiana.
- Álvaro Uribe: presidente de Colombia (2002-2010)
- Juan Manuel Santos: presidente de Colombia (2010-2018)
- Iván Duque: presidente de Colombia (2018-2022)
- Claudia López Hernández: alcaldesa de Bogotá (2020-2023)
- Francia Márquez: Vicepresidenta de Colombia (2022-2026)
- El Mono Jojoy: comandante de las FARC.
- Enrique Peñalosa: alcalde de Bogotá (2016-2020).
- Piedad Córdoba: política colombiana.
- Julián López Escobar (El Juli): Torero español.
- Manu Chao: cantautor francoespañol.
- Laura Acuña: modelo y presentadora colombiana.
- Jessica Cediel: modelo y presentadora colombiana.
- Nerú: coreógrafo: en la serie se le conoce como negrú.
- Jota Mario Valencia: presentador colombiano.
- María José Cristerna: Mujer vampiro
- El Indio Amazónico
- El Padre Chucho
- Fanny Lu: cantante colombiana
- César López : Músico Colombiano, famoso por ser el creador de la escopetarra
- Francisco Cardona: DJ de Radioacktiva, así como el equipo del programa "El Gallo" de Radioactiva.
- Fernando Vallejo: escritor colombiano
- Felipe Peláez: Cantante Colombo-Venezolano
- Faustino Asprilla: Polémico futbolista colombiano.
- Tito Puccetti: Periodista deportivo Colombiano.

#### personajes ficticios famosos
- Yasuri Yamileth
- Patito / Patricia Castro: protagonista de la serie argentina "Patito Feo" interpretado por Laura Esquivel.
- Capitán América
- La bruja del 71: personaje de la serie mexicana "El Chavo del 8" interpretado por Angelines Fernández
- Tal Cual: Personaje del "Boletín del consumidor"
- Ramoncito: personaje de la serie colombiana "Dejémonos de Vainas" interpretado por Benjamín Herrera.